# Nasja Dimitrowa
Nasja Dimitrowa (ur. 6 listopada 1992 w Jambole) – bułgarska siatkarka, reprezentantka kraju, grająca na pozycji środkowej.

## Sukcesy klubowe
Liga bułgarska:
- 2014, 2017, 2018, 2019[5]
- 2016
- 2010, 2012, 2013

Puchar Bułgarii:
- 2014, 2016, 2017, 2018, 2019

Liga rumuńska:
- 2021, 2024[6]

Superpuchar Ukrainy:
- 2021

Puchar Ukrainy:
- 2022[7]

Liga ukraińska:
- 2022

## Sukcesy reprezentacyjne
Liga Europejska:
- 2018, 2021